# 林田亀太郎

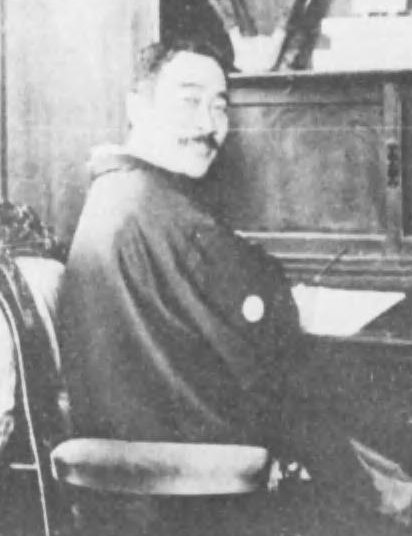
林田亀太郎

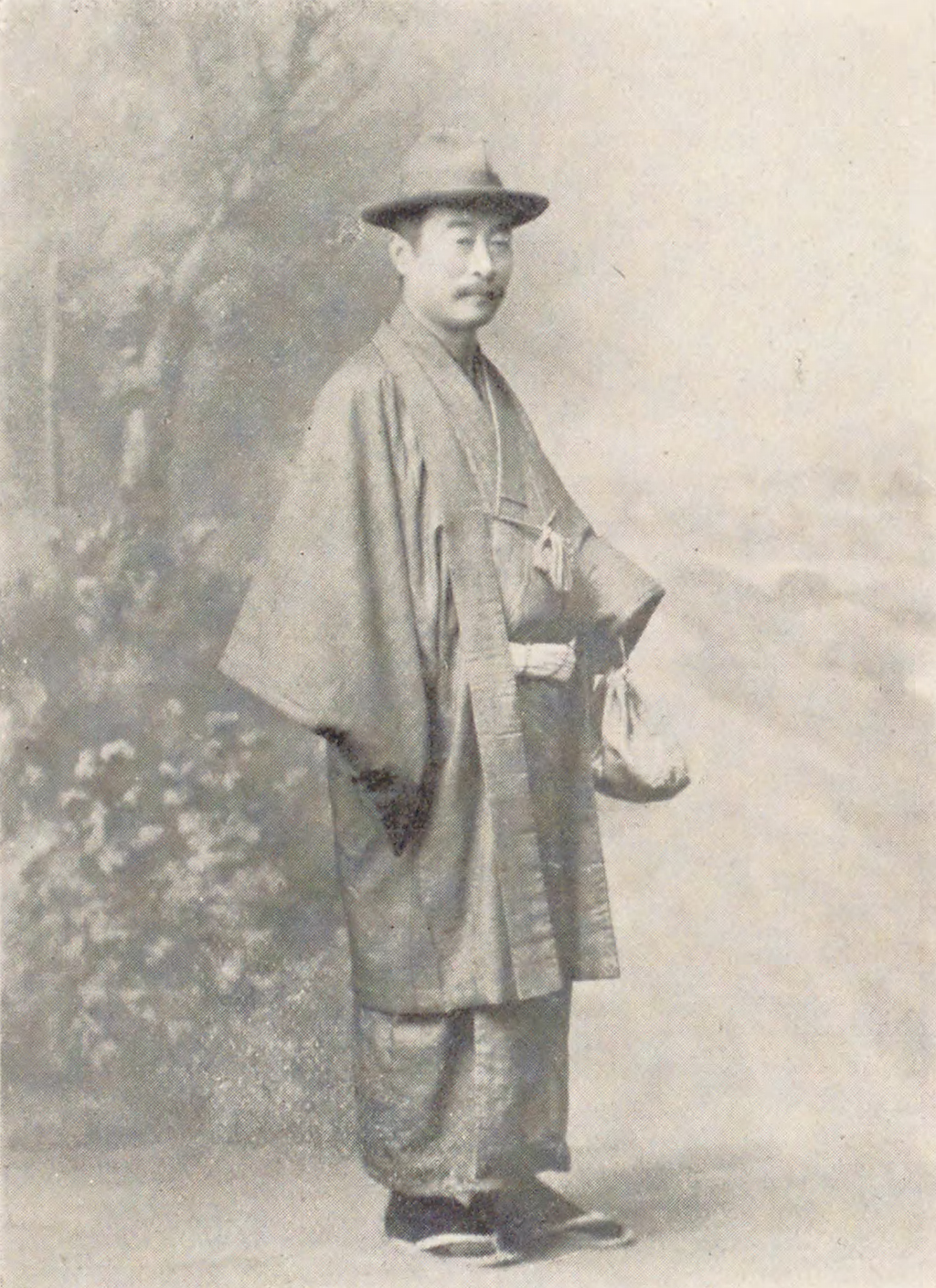
林田亀太郎

林田 亀太郎（はやしだ かめたろう、1863年9月27日（文久3年8月15日） - 1927年（昭和2年）12月1日）は、日本の官僚、政治家。衆議院書記官長、衆議院議員。号・雲梯。

## 経歴
熊本藩士・林田俊太郎の長男として現・熊本市に生まれる。大学予備門を経て、1887年7月、帝国大学法科大学政治学科を卒業。法制局に入り法制局属として長官官房に配属された。1888年6月、枢密院属となる。
1888年11月、法制局参事官試補として法制部に配属。以後、法制局参事官、臨時帝国議会事務局秘書官、衆議院書記官、兼農商務省参事官、衆議院庶務課長、兼守衛部長、衆議院議事課長などを歴任。
1897年11月、衆議院書記官長に就任。大浦事件により1915年7月に書記官長を辞任し、同年9月に起訴された。1916年6月に罰金刑150円の判決を受けた。
1920年5月、第14回衆議院議員総選挙に東京府第二区から出馬し当選。次の第15回総選挙に革新倶楽部所属で当選し、衆議院議員を連続2期務めた。
その他、鮫川電力社長、『東京毎夕新聞』主筆などを歴任。

## 栄典
- 1900年（明治33年）6月30日 - 勲四等瑞宝章[2]
- 1906年（明治39年）4月1日 - 勲二等旭日重光章[3]
- 1927年（昭和2年）12月1日 - 正三位[4]

## 著作
- 『明治大正政界側面史』上巻、大日本雄弁会、1926年。
- 『日本政党史』上・下巻、大日本雄弁会、1927年。